# 샌프란시스코 교향악단

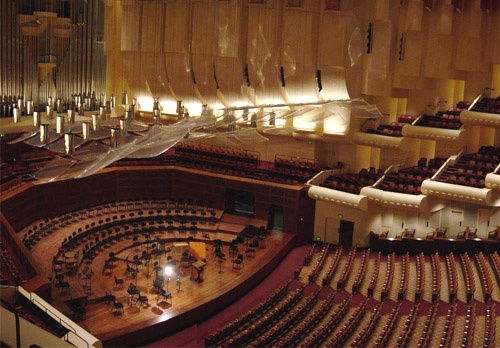

샌프란시스코 교향악단(San Francisco Symphony)은 캘리포니아주의 샌프란시스코를 거점으로 하고 있는 미국의 대표적인 관현악단이다.

## 역사
1911년에 작곡가 겸 지휘자였던 헨리 해들리를 중심으로 창단되었으며, 12월 8일에 첫 공연을 개최했다. 해들리는 초대 음악 감독도 맡아 1915년까지 재임하면서 악단 발전의 기초를 마련했으며, 해들리의 후임으로는 알프레드 헤르츠가 영입되었다. 헤르츠는 1차 세계대전 당시 적성국이었던 독일 출신이었지만, 미국인으로 귀화했기 때문에 전쟁과 상관없이 활동을 계속할 수 있었다.
헤르츠가 1930년에 사임한 뒤에는 영국 출신 지휘자인 베이질 카메론과 러시아 출신 지휘자인 이사이 도브로벤이 공동으로 음악 감독직을 수행했으며, 1935년에는 프랑스 출신 지휘자인 피에르 몽퇴가 자리를 이어받았다. 몽퇴는 1952년까지 17년 동안 장기 재임하면서 악단 육성에 주력해 미국 최고 수준의 관현악단 중 하나로 격상시켰고, 해외에서도 명성을 얻기 시작했다.
몽퇴 사임 후에는 약 2년 동안 음악 감독 공석 상태로 객원 지휘자들이 출연했으며, 1954년에 에스파냐 출신의 엔리케 호르다가 음악 감독으로 임명되었다. 호르다는 1963년까지 재임했지만, 재임 기간 동안 지도력의 부재와 리허설 방식의 문제점 등이 계속 지적되었으며, 결국 언론들의 부정적인 여론 조성이 겹쳐 사퇴하고 말았다. 후임으로는 오스트리아 출신의 요제프 크립스가 임명되었고, 크립스는 독일계 음악을 중심으로 유럽 연주 전통을 악단에 도입했다.
1970년에는 크립스의 후임으로 일본 출신의 지휘자인 오자와 세이지가 발탁되었고, 오자와는 대중적인 인기를 바탕으로 기획 연주회와 근현대 작품의 적극적인 레퍼토리 추가 등으로 변화를 꾀했다. 1972년에는 오자와의 요청으로 부속 합창단인 샌프란시스코 심포니 코러스(San Francisco Symphony Chorus)도 창단되었다. 그러나 오자와는 1973년부터 보스턴 교향악단의 음악 감독을 겸임하면서 미국 동서부를 오고 가야 하는 부담 때문에 사임했다.
오자와의 후임으로는 네덜란드 출신의 에도 데 바르트가 임명되었으나, 오자와와 달리 정석적인 면모 때문에 대중적인 인지도 면에서는 비판이 계속되었다. 그러나 유럽 작곡가들의 레퍼토리 연주 기량 향상에 큰 기여를 했으며, 말러의 교향곡이나 존 애덤스, 스티브 라이히 등 미국 현대 작곡가들의 관현악 작품을 적극적으로 다루어 연주 곡목 확장에도 이바지했다.
바르트가 미네소타 오케스트라로 이임한 뒤에는 미국 태생의 스웨덴 지휘자인 헤르베르트 블롬슈테트가 임명되었고, 블롬슈테트는 유럽풍의 중후한 음향과 현대적인 연주 기교 양면의 향상에 주력했다. 동시에 상주 공연장이었던 루이스 M. 데이비스 심포니 홀의 음향 조건 개선을 위한 보수 공사에 지원금을 기탁하기도 했으며, 해외 순회 공연의 성공적인 개최로 호평을 받기도 했다. 블롬슈테트는 이러한 공로들을 인정받아 1995년에 퇴임한 뒤 악단으로부터 계관 지휘자 칭호를 수여받았다.
블롬슈테트의 후임으로는 마이클 틸슨 토머스가 임명되었고, 현재까지 재임하고 있다.

## 상주 공연장과 주요 활동
초기에는 코트 극장이나 커랜 극장, 티볼리 극장 등 시내의 다목적 공연장들에서 연주회를 개최했다. 1932년에는 신축 공연장이었던 워 메모리얼 오페라 하우스의 상주 악단 자격을 획득했고, 1980년까지 사용했다. 그러나 관현악 전문 공연장의 필요성이 끊임없이 제기되었고, 결국 오페라 하우스 인근에 새로 지어진 연주회 전문 공연장인 루이스 M. 데이비스 심포니 홀로 옮겨가 활동하고 있다. 그러나 이 공연장도 음향 조건의 문제가 계속 지적되었고, 1992년에 대대적인 음향 보수 공사를 거쳐 재개관했다.
해들리 재임기부터 대중 음악회가 개최되기 시작했으며, 몽퇴 재임기에는 보스턴 팝스 오케스트라의 지휘자였던 아서 피들러를 초빙해 야외 공연을 개최하기도 했다. 지금도 이러한 전통은 계속 유지되고 있으며, 1999년에는 마이클 케이먼의 편곡과 지휘로 헤비메탈 밴드인 메탈리카와 공연해 큰 화제를 불러일으켰다. 이 공연의 실황은 'S&M'이라는 더블 앨범과 DVD로 발매되었다.
녹음은 헤르츠 재임기에 빅터 토킹머신(현 RCA)에서 취입하기 시작했으며, 동시에 라디오를 통한 연주회 중계도 시작되었다. 몽퇴 재임기에는 RCA에 많은 양의 녹음이 취입되었으며, 주로 베를리오즈나 림스키-코르사코프, 바그너, 리하르트 슈트라우스 등의 유럽 음악 위주로 진행되었다. 호르다는 주로 협주곡 위주로 역시 RCA에서 녹음 작업을 했다.
오자와 재임기에는 도이체 그라모폰과 필립스를 중심으로 음반이 발매되었으며, 베토벤이나 드보르자크 같은 유럽 전통 곡목들 외에 거슈윈이나 번스타인, 윌리엄 루소 등의 미국 작품들도 출반되었다. 바르트는 전속사였던 필립스에서 녹음 작업을 했으며, 위에 소개한 애덤스나 라이히의 작품 외에 헝가리 피아니스트인 코치시 졸탄과 협연한 라흐마니노프의 피아노 협주곡 전곡 등을 남겼다.
블롬슈테트는 전속사였던 데카에 많은 양의 녹음을 남겼으며, 슈베르트나 브람스, 리하르트 슈트라우스, 힌데미트 외에 북유럽 작곡가들인 시벨리우스와 닐센의 교향곡 전집을 완성해 화제가 되었다. 후임인 틸슨 토머스도 전속사인 RCA를 중심으로 녹음 작업을 시작했으며, 아이브스나 코플랜드 등 미국 작곡가들의 작품을 적극적으로 취입했다.
그러나 RCA가 클래식 신보 제작에 미온적인 반응을 보이게 되면서 악단 자체 음반사인 SFS 미디어를 창설했고, 현재 대부분의 신보 제작은 이 회사를 통해 이루어지고 있다. 특히 틸슨 토머스의 말러 교향곡 전집이나, 특정 레퍼토리를 중심으로 악보를 집중적으로 분석하고 설명해 실황과 함께 DVD에 수록해 발매하고 있는 '키핑 스코어(Keeping Score)'라는 새로운 기획으로 화제가 되고 있다.
부속 단체로 합창단 외에도 1981년에 창단된 청소년 관현악단인 샌프란시스코 심포니 유스 오케스트라(San Francisco Symphony Youth Orchestra)가 활동하고 있으며, 유능한 연주가 양성을 목표로 샌프란시스코 심포니의 주요 단원들과 음악 감독, 객원 지휘자들이 체계적인 육성 프로그램을 통해 운영하고 있다.

## 역대 음악 감독
- 헨리 해들리 (1911-1915)
- 알프레드 헤르츠 (1915-1930)
- 베이질 카메론 & 이사이 도브로벤 (1930-1934)
- 피에르 몽퇴 (1935-1952)
- 엔리케 호르다 (1954-1963)
- 요제프 크립스 (1963-1970)
- 오자와 세이지 (1970-1977)
- 에도 데 바르트 (1977-1985)
- 헤르베르트 블롬슈테트 (1985-1995. 이후 계관 지휘자)
- 마이클 틸슨 토머스 (1995-)
- 에사 페카 살로넨